# Cimetière militaire du Commonwealth à Niš
Le cimetière militaire du Commonwealth à Niš (en serbe cyrillique : Ратно војно гробље Британског Комонвелта у Нишу ; en serbe latin : Ratno vojno groblje Britanskog Komonvelta u Nišu) se trouve à Niš, dans la municipalité de Palilula et dans le district de Nišava, en Serbie. Il est inscrit sur la liste des monuments culturels protégés de la République de Serbie (identifiant no SK 689),,.

## Présentation
Le cimetière est situé 1 rue Miladina Popovića, dans le quartier de Delijski vis à Niš. Il a été ouvert en 1915, lorsque 19 soldats de l'Armée royale britannique sont morts à l'hôpital militaire de Niš ; en 1919, 21 autres soldats du même détachement y ont été inhumés. Il y a en tout 41 tombes britanniques dans le cimetière, dont 28 sont des soldats de l'armée de terre, trois des marins, trois des membres de l'infanterie navale et 7 des infirmières qui ont servi dans l'armée serbe, ; à l'exception des soldats, tous sont morts dans l'épidémie de grippe qui a suivi la fin de la Première Guerre mondiale. Le cimetière a été aménagé en 1929 et a été construit par la Commonwealth War Graves Commission selon un projet de Sir Robert Lorimer. Selon les données de l'historien Aleksandar Dinčić, l'inauguration du cimetière a eu lieu le 12 mai 1929 en présence du représentant britannique Howard William Kennard, du président de la municipalité de Niš Dragiša Cvetković et du général Miloš Nikodijević qui représentait le roi de Yougoslavie.
L'ensemble commémoratif est entouré d'une clôture en fer, tandis que le cimetière militaire britannique est entouré d'une clôture en pierre d'environ 70 cm de haut. À l'intérieur de cet espace limité s'étendant sur environ 2 ares se trouvent 41 plaques commémoratives, disposées en six rangées régulières, avec le nom et le prénom, l'unité et l'année du décès. Les socles et les dalles sont en béton, à l'exception de deux plus récents, qui sont en marbre. Dans la partie centrale du cimetière se dresse un monument en béton de 4,50 m de haut en forme de croix ; à la jonction des bras de la croix se trouve une épée en métal qui symbolise la lutte et la guerre ; sur le piédestal du monument, on peut lire une inscription en anglais : « Cette croix est érigée à la mémoire des victimes de la Grande guerre qui ont combattu debout en France, en Belgique et dans d'autres parties du monde. Leurs noms vivront pour toujours ».
D'après l'historien Aleksandar Dinčić, ce cimetière est l'un des trois cimetières britanniques qui existaient dans l'ancien Royaume de Yougoslavie, en plus de ceux de Skopje et de Vrnjačka Banja.